# 13714 Стейнбрук
13714 Стейнбрук (13714 Stainbrook) — астероїд головного поясу, відкритий 17 серпня 1998 року.
Тіссеранів параметр щодо Юпітера — 3,600.